# Bergenstammia pulla
Bergenstammia pulla är en tvåvingeart som beskrevs av Vaillant och Wagner 1989. Bergenstammia pulla ingår i släktet Bergenstammia och familjen dansflugor.
Artens utbredningsområde är Frankrike. Inga underarter finns listade i Catalogue of Life.